# Сіромський Руслан Богданович
Руслан Богданович Сіромський (нар. 2 вересня 1979, с. Бартатів, нині Львівського району, Львівської області) — український історик, доктор історичних наук, професор, декан історичного факультету Львівського національного університету імені Івана Франка.

## Життєпис
Руслан Сіромський народився 2 вересня 1979 року в селі Бартатів на Львівщині.
1997 році вступив на історичний факультет Львівського державного університету (від 1999 року — Львівський національний університет імені Івана Франка), який успішно закінчив у 2002 році.
У 2005 році захистив кандидатську дисертацію на тема: «Проблема Квебеку і канадський федералізм (1960—1982 рр.)» (науковий керівник професор Швагуляк Михайло Миколайович). У 2009 році отримав вчене звання доцента, а від 2022 року — професор.
У 2008—2013 роках керівник Львівського гуртка Малої Академії наук України. У 2010—2014 роках заступник редактора «Вісника Львівського університету. Серія історична» (відповідальний редактор трьох збірників). Член Вченої ради історичного факультету (з 2013).
Депутат Бартатівської сільської ради (2006–2010), Городоцької районної ради (2010–2015). Член Городоцької районної організації «Меморіал» (з 2015).
У 2021 році захистив докторську дисертацію на тему: «Права людини в УРСР у публічному просторі та зовнішній політиці Канади (1945—1991 рр.)».
У 2022 році обраний деканом історичного факультету Львівського національного університету імені Івана Франка.

## Відзнаки, нагороди, грамоти
- Грамота-визнання Канадсько-української фундації (2005);
- Стипендіат Кабінету Міністрів України (2007–2009);
- Почесні грамоти та подяки:

1. Міністерства освіти і науки України (2008, 2010, 2012);
2. ректора Львівського національного університету імені Івана Франка (2009);
3. Головного управління освіти і науки Львівської обласної адміністрації (2008, 2009, 2010, 2011, 2013, 2014, 2015);
4. Львівської обласної ради (2013).

## Творчий доробок
Руслан Сіромський є автором понад 54 наукових статей, а також підручників, посібників, книг.

### Статті
- «Вживаються необхідні заходи з виявлення і запобігання можливих ворожих акцій»: канадські туристи в полі зору КДБ (1970-ті роки).
- Діяльність комітету українців Канади в інформаційно-аналітичних матеріалах КДБ Української РСР.
- The Freedom to Choose a Country of Residence: Re-emigration from Canada to the Ukrainian SSR (1955–1960-ies).
- «To Express to Soviet Comrades a Friendly Opinion»: Criticism Russification Policy in the Ukrainian SSR by Canadian Left-Wings in the 1960's.
- «Вживаються заходи з повернення на Батьківщину»: справа Бориса Доценка 1967 року.
- «My Visit Did Not Reassure Me»: From the History of Visit Lester Pearson's to the Soviet Union (October 5–12, 1955).
- «У житті вченого головні біографічні факти — книги»: огляд наукових досліджень професора Степана Качараби // Наукові зошити історичного факультету Львівського університету. Збірник наукових праць. 2018–2019. Випуск 19–20. Ювілейний збірник на пошану Степана Качараби. — 569 с. — С. 15-32.
- Вимір прав людини в Гельсінкі 1975 року: канадська стурбованість ситуацією в Радянському Союзі.
- Дискредитація колишніх учасників антирадянського руху опору в Канаді: КДБ проти Дмитра Куп'яка // Військово-науковий вісник. — Вип. 31. — Львів: НАСВ, 2019. — С. 150–163.
- Human rights dimension in Helsinki 1975: Canadian concern the situation in the Soviet Union.
- Information and Protest Actions of Canadian Ukrainians at the 1976 Olympic Games in Montreal.
- «Це прояви ідеологічної боротьби, а ми інколи недооцінюємо їх»: архівні матеріали до справи професора Олександра Карпенка (1968–1973).
- Cultural exchange between Canada and Ukrainian SSR as an tool of Soviet propaganda.
- Днів Української Державності і Соборності у Канаді: особливості відзначення та радянська реакція (1950–1970-ті роки) //  Народознавчі зошити. — № 4 (160). — 2021. — С. 792-799. — ISSN 1028-5091.
- Діяльність Комісії прав людини Світового Конгресу Вільних Українців (1970-1980-ті роки).
- Порушення свободи віросповідання в УРСР у громадсько-політичній думці Канади (напередодні та під час відзначення 1000-ліття Хрещення України-Руси) // Держава і Церква в новітній історії України: зб. наук. ст. — Вип. 7. — Полтава: ПНПУ імені В. Г. Короленка, 2019. — С. 219–227.
- Human rights dimension at Vienna CSCE Conference (1986–1989): Canadian and Soviet visions.
- Інформаційно-протестні акції канадських українців під час Олімпійських ігор у Монреалі 1976 року.
- Мадридська конференція країн-учасниць НБСЄ (1980–1983 рр.): позиція Канади щодо порушення прав людини в Українській РСР.
- Операція з ліквідації боївки Володимира Табаки-«Багряного» на Заставському передмісті Городка у лютому 1949 року // Вісник Львівського університету. Серія історична. — Львів: ЛНУ ім. Івана Франка, 2018. — Випуск 53. — С. 436–445.
- Порушення релігійних прав протестантів в УРСР у громадсько-політичному дискурсі Канади (1974–1979 рр.) // Матеріали Міжнародної наукової конференції «Реформація як суспільне явище: український вимір» (Львів, 3–4 жовтня 2017 року). — Львів, 2018. — С. 211–218.
- «Ідеологічні зриви» або справа «Москіти»: архівні документи про реакцію КДБ та комсомольсько-партійних органів Львівського університету на антирадянську діяльність студентів-істориків (1972–1973 роки) // Вісник Львівського університету. Серія історична. Спецвипуск. — Львів, 2017. — С. 513–540.
- «The West must speak out…»: Джон Діфенбейкер про національні права українців у Радянському Союзі // Вісник Львівського університету. Серія історична. —– Львів: ЛНУ ім. Івана Франка, 2016. — Випуск 52 / За редакцією Руслана Сіромського. — С. 139–161.
- Славістичні студії у повоєнній Канаді: становлення та розвиток (1945–1954 рр.) // Проблеми слов’янознавства. — Львів: ЛНУ ім. Івана Франка, 2016. — Випуск 65. — С. 65–76.
- Допомогові акції Комітету українців Канади у таборах для переміщених осіб у Західній Європі (1945–1952 рр.) // Історичні пам'ятки Галичини. Матеріали VI краєзнавчої конференції (4 березня 2016 р., Львівський національний університет імені Івана Франка). — Львів, 2016. — С. 184–191.
- Правовий статус Української РСР у суспільно-політичному дискурсі Канади (1960–1970-ті роки) // Актуальні проблеми вітчизняної та всесвітньої історії: Рівненський державний гуманітарний університет. Збірник наукових праць. — Вип. 26. — Рівне: О. Зень, 2015. — С. 153–156.
- Обставини імміграції колишніх вояків Дивізії Ваффен СС «Галичина» до Канади (1945–1952 рр.).
- Питання імміграції переміщених осіб українського походження у суспільно-політичному дискурсі Канади (1945-1952 рр.).

### Дисертації
- Проблема Квебеку і канадський федералізм (1960-1982 рр.): дис… канд. іст. наук: 07.00.02 / Сіромський Руслан Богданович; Львівський національний університет імені Івана Франка. — Львів, 2005. — 198 арк.
- Проблема Квебеку і канадський федералізм (1960-1982 рр.): автореф. дис… канд. іст. наук: 07.00.02 / Сіромський Руслан Богданович; Львівський національний університет імені Івана Франка. — Львів, 2005. — 18 с.
- Права людини в УРСР у публічному просторі та зовнішній політиці Канади (1945-1991 рр.): автореф. дис. … д-ра іст. наук: 07.00.01, 07.00.02 / Сіромський Руслан Богданович; Львівський національний університет імені Івана Франка. — Львів, 2021. — 32 с.

### Підручники, посібники, книги
- Нарис історії села Бартатів XX століття: до 570-ї річниці першої згадки про Бартатів / Р. Сіромський. — Львів : Тріада плюс, 2004. — 264 с. — ISBN 966-7596-32-X.
- День до весни: вибране із студентських років / Р. Сіромський. — Львів : Тріада плюс, 2004. — 40 с. — ISBN 966-7596-37-0.
- Квебек: між федералізмом і сепаратизмом (1960-1982 рр.) / Р. Сіромський. — Львів : Тріада плюс, 2006. — 198 с. — ISBN 966-7596-88-5.
- Методичні рекомендації для підготовки та написання учнівських науково-дослідницьких робіт з історії: посібник / Головне управління освіти і науки Львівської обласна державна адміністрації, Львівський національний університет імені Івана Франка, Львівська обласна Мала академія наук; укладач Руслан Сіромський, Надія Кокотко. — Львів : Видавництво Львівської політехніки, 2012. — 47 с. — ISBN 978-617-607-384-0.
- Новітня історія країн Західної Європи та Північної Америки (1945 р. — початок XXI ст.): навчальний посібник для студентів ВНЗ / Баран З. А. та ін.; за ред. Михайла Швагуляка; Львівський національний університет імені Івана Франка. — Львів : Тріада плюс, 2015. — 705 с. — ISBN 978-966-486-182-0.
- Зведений реєстр осіб, пов'язаних з національно-визвольною боротьбою на Городоччині у 1944 — 1953 рр / Городоцька районна державна адміністрація, Городоцька районна рада, Городоцький історико-краєзнавчий музей; упоряд.: Юлія Дурбак-Лучків, Руслан Сіромський. — Львів : ЗУКЦ, 2017. — 79 с. — ISBN 978-617-655-156-0.
- «До Різдва все завершиться…»: коротка історія Першої світової війни (1914-1918) / Руслан Сіромський; Львівський національний університет імені Івана Франка. Кафедра нової та новітньої історії зарубіжних країн. — Львів : Тріада плюс, 2018. — 79 с. — ISBN 978-966-486-228-5.
- Права людини в Українській РСР: погляд з Канади (1945–1991): монографія / Руслан Сіромський; Львівський національний університет імені Івана Франка. Кафедра нової та новітньої історії зарубіжних країн. — Львів : Тріада плюс, 2020. — 479 с. — ISBN 978-966-486-244-5.